# Catuabina
Las catuabinas son un grupo de alcaloides tropánicos, aislados de Erythroxylum vacciniifolium, que se utilizan en la preparación de la catuaba. Las catuabinas A, B y C fueron aisladas y caracterizadas por Graf y Lude (1977, 1978); la catuabina D fue aislada más tarde por Zanolari et al. '.
- Catuabina A
- Catuabina B
- Catuabina C
- Catuabina D